# Мост над река Марица (Пазарджик)
Мостът на река Марица е пътен мост в Пазарджик, част от Републикански път II-37. Разположен е между централната и индустриалната части на града и пресича река Марица.

## История
Първият датиран мост над Марица в Пазарджик, на днешното място на моста, е строен през 1693 г. от майстор Никола Караманлията. През 1794 г. е поправен/препостроен от брациговски строители, току-що преселили се от земите на Западна Македония. Строителите на моста са Драго, Велчо и Бозо от Орешче, Марко Зисо, Христо Гърнето, Ванчо Устабаши, Зога, Гюро, Дуко, Йорго, Филю и Михо Копаран от Омотско и Кънчо от Слимница.
Брациговските майстори имали традиция, преди да се отвори за използване мостът, да се тества. Това ставало като по него трябвало да премине керван от каруци натоварени максимално. През това време всички, които участвали в строителството, трябвало да стоят под моста и той да падне върху тях, ако се срути.
През 1858 година при голямо наводнение, реката го разрушава напълно. Така се наложило мостът да бъде изграден наново през 1860 г. Основният строител на новия мост е също брациговски майстор - Димитър Боянин.
Мостът e бил с дължина от 150 м и имал 15 каменни стъпала. Мостът преживява всички следващи наводнения. Мостът не е бил изграден изцяло от камъни, а с каменни устои и с дървено покритие, така че ако евентуално се разруши от наводнения, да се възобнови бързо.
При разрушаването на моста през 1964 година е открит крайъгълен камък, на който е издълбана годината 1860. Камъкът се пази в Етнографската сбирка на Регионалния исторически музей.
През 1964 г. е завършен нов мост непосредствено западно на стария. Мостът е козметично ремонтиран през 2007 година.
По традиция от моста се хвърля богоявленският кръст в Марица.